# Dúmping
El dúmping, venda a pèrdua o competència deslleial es refereix a la pràctica de vendre per sota del preu normal o a preus inferiors al cost per tal d'eliminar la competència i apoderar-se del mercat. La paraula s'utilitza generalment en el marc del comerç internacional, on el dúmping es defineix com la pràctica en què una empresa estableix un preu inferior per als béns importats, en comparació amb els costos de producció que té l'empresa del país receptor, perjudicant la competència econòmica de l'empresa local.
El terme té una connotació desfavorable, però els defensors del lliure mercat consideren la venda a pèrdua com un fet beneficiós per als consumidors i creuen que els mecanismes proteccionistes per a evitar-ho tenen efectes negatius. En canvi, els sindicats laborals consideren que la salvaguarda de les empreses nacionals enfront de pràctiques abusives tals com el dúmping, ajuden a mitigar algunes de les conseqüències més severes del lliure comerç i entre les economies en diferents etapes de desenvolupament. Segons l'Organització Mundial de Comerç, el dúmping és condemnable (tot i no està prohibit) quan causa o amenaça de causar un dany important a una branca de la producció nacional al país importador.

## Tipus de dúmping

### Esporàdic
La venda a pèrdua esporàdica és una discriminació ocasional de preus provocada per l'existència d'excedents en la producció d'un mercat nacional, per la qual cosa el productor, per a no desequilibrar el mercat intern i alhora evitar els costos financers implícits, desvia aquests excedents al mercat internacional a preu per sota de cost. Seria comparable a les vendes per liquidació. Aquest tipus de dúmping augmenta el benestar potencial del país importador.

### Predador
És classificat com a pràctica deslleial de competència i com la forma més perjudicial de venda a pèrdua. Consisteix en la venda per part de l'exportador de la producció al mercat extern, aconseguint una pèrdua però guanyant-hi accés i excloent-ne així la competència. Posteriorment augmenta el nou preu per obtenir guanys monopolistes, és a dir, aconsegueix una pèrdua inicial perquè espera assolir un guany a llarg termini.

### Persistent
Pràctica contínua d'exportar sota preu per a maximitzar utilitats, aprofitant l'existència de diferències en l'elasticitat del preu de demanda del mercat intern contra el d'exportació.

## Conseqüències
El dúmping és aparentment perjudicial per a una empresa, ja que en principi, cada venda li produeix un perjudici econòmic. Tanmateix, provoca que les empreses que operen al mateix mercat no puguin competir amb el preu i qualitat dels béns en qüestió i, a llarg termini, facin fallida. D'aquesta manera l'empresa que fa la venda a pèrdua es fa amb la totalitat del mercat del producte o servei.
D'altra banda, en algunes ocasions, els governs estableixen subvencions a les exportacions de certs productes a un país estranger concret, la qual cosa provoca que sigui rendible l'exportació del producte a un preu per sota de cost.
La presència del producte a preu baix té inicialment un efecte beneficiós per als compradors del país importador. Amb tot, l'empresa pot eliminar la competència, arribant així a una situació de monopoli de la qual pot treure més rendiment, sense considerar els eventuals perjudicis a la indústria local.

## Altres usos del terme
- Exchange dumping: ocorre quan es produeix una depreciació de la moneda nacional respecte de les altres, afavorint així les exportacions del país. En aquest cas els efectes són els mateixos, llevat que aquí no hi ha discriminació de preus.

- Freight dumping (venda a pèrdua de càrrega o de noli): és quan s'atorguen taxes preferencials al transport de productes destinats a l'exportació. La seva disminució augmenta les possibilitats dels exportadors de vendre al mercat exterior sense haver d'incórrer a la venda a pèrdua car hi ha venda a pèrdua en el servei de transport i no de mercaderies.

- Dúmping ocult: consisteix a carregar els mateixos preus en ambdós mercats (el nacional i l'estranger), per la qual cosa aparentment no hi ha venda a pèrdua, però es discrimina en altres aspectes:
  - Concedir majors terminis de crèdit als estrangers.
  - Els costos d'empaquetatge o transport no es cobren quan s'exporta.
  - Exportar el mateix en preus, però diferent en qualitat. És a dir, que els productes que s'exporten són de millor qualitat que els que es consumeixen localment.
  - Exportar mercaderies que difereixen en la forma o materials de les que es venen al mercat domèstic. Això pot ser a caua de les diverses legislacions que afecten el producte.

- Dúmping oficial: són els subsidis a les exportacions. Els subsidis són una manera de reduir els costos de producció de les empreses, que alhora serveixen per competir contra les importacions foranes i per a guanyar mercats d'exportació.[5]

- Dúmping social: consisteix en la consecució de baixos preus per part d'alguns productors gràcies al fet que es beneficien d'una legislació laboral poc exigent. El dúmping social permet l'alteració del règim de preus, a més permet al país importador obtenir preus més avantatjosos que els del país que exporta. Els països més interessats a resoldre el dúmping social són els països desenvolupats, ja que amb això perden sectors sencers del seu sector industrial.

- Dúmping ecològic: en aquest cas els beneficiats són els productors de països amb una legislació mediambiental menys rigorosa, en general països empobrits. Les empreses del país A, amb una legislació estricta, suporten una sèrie d'impostos o condicions dels quals el país B està exempt, cosa que repercuteix en els costos i, per tant, en el preu.[6]
- Dúmping fiscal: ocorre quan un territori abaixa impostos o anul·lar tributs a fi d'atreure la domiciliació d'empreses i de les persones amb rendes altes.[7][8]